# تايغا كودو
تايغا كودو (باليابانية: 工藤 大雅) (مواليد 28 يوليو 2001) هو لاعب كرة قدم ياباني.

## وصلات خارجية
- تايغا كودو على موقع رابطة كرة القدم اليابانية للمحترفين (اليابانية)
- تايغا كودو على موقع قاعدة بيانات كرة القدم.إي يو (الإنجليزية)
- تايغا كودو على موقع Soccerway.com (الإنجليزية)
- تايغا كودو على موقع عالم كرة القدم.نت (الإنجليزية)